# Pedicia pallida
Pedicia pallida är en tvåvingeart som beskrevs av Evgenyi Nikolayevich Savchenko 1976. Pedicia pallida ingår i släktet Pedicia och familjen hårögonharkrankar. Inga underarter finns listade i Catalogue of Life.